# カルロ・アデモロ
カルロ・アデモロ（Carlo Ademollo、1824年10月9日 - 1911年7月15日）はイタリアの画家である。イタリア統一運動など、同時代の出来事を描いた作品で知られる。

## 略歴
フィレンツェに生まれた。祖父のルイージ・アデモロ(Luigi Ademollo:1764–1849) はミラノ出身の画家で、1789年からフィレンツェの美術学校で教授を務めた人物である。カルロ・アデモロは1838年にフィレンツェの美術学校に入学し、ジュゼッペ・ベッツォーリに学んだ。アデモロの一族は自由主義の支持者で、1848年の第一次イタリア独立戦争に8人のいとこたちのうち7人が義勇兵として参加した。
フランスのバルビゾン派の影響を受けて、トスカーナの村、スタッジャ(Staggia Senese)で風景を描いた「スタッジャ派(Scuola di Staggia)」の画家たちや、フィレンツェの芸術家たちのたまり場であった「カッフェ・ミケランジョロ」に集まった「マッキア派」の画家たちの中で活動したが伝統的な絵画のスタイルを守ったとされる。
トスカーナのアペニン山脈の風景を描いた風景画や風俗画を描いたが、特にイタリア統一運動の出来事を題材にした作品を描いた。これらの絵画は1859年に第二次イタリア独立戦争に参加する軍を追って行動した経験や、事件の当事者に会って話を聞くなどして描かれた。
有名な作品には、第二次イタリア独立戦争中のソルフェリーノの戦いの時にオーストリア軍のために井戸に水汲みに行かされて、戦争の犠牲になった農家の女性アンナ・クミネロ(Anna Cuminello)を描いた作品などがある。
1911年にフィレンツェで亡くなった後、イタリア統一歴史博物館Istituto per la storia del Risorgimento italianoにアデモロの手紙などの資料が寄付された。

## 作品

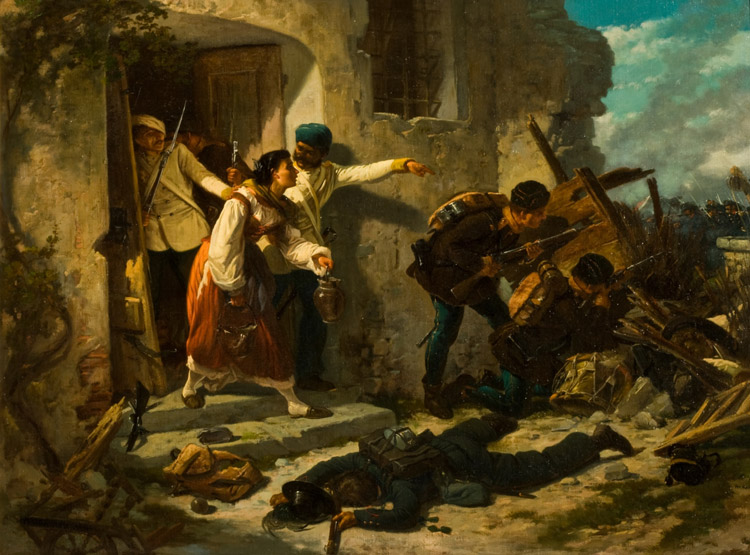
オーストリア軍に水汲みに行かされるアンナ・クミネロ
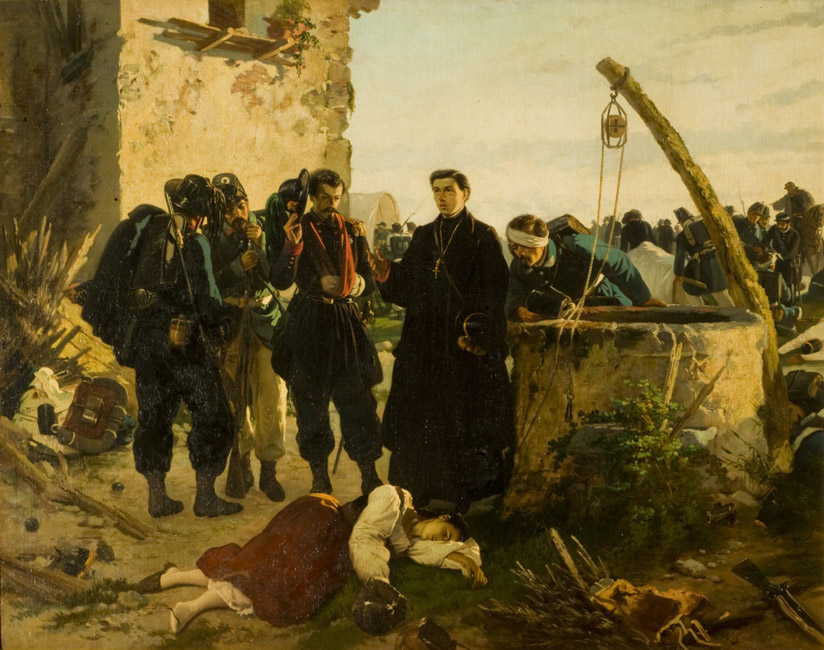
死の翌日発見されたアンナ・クミネロ
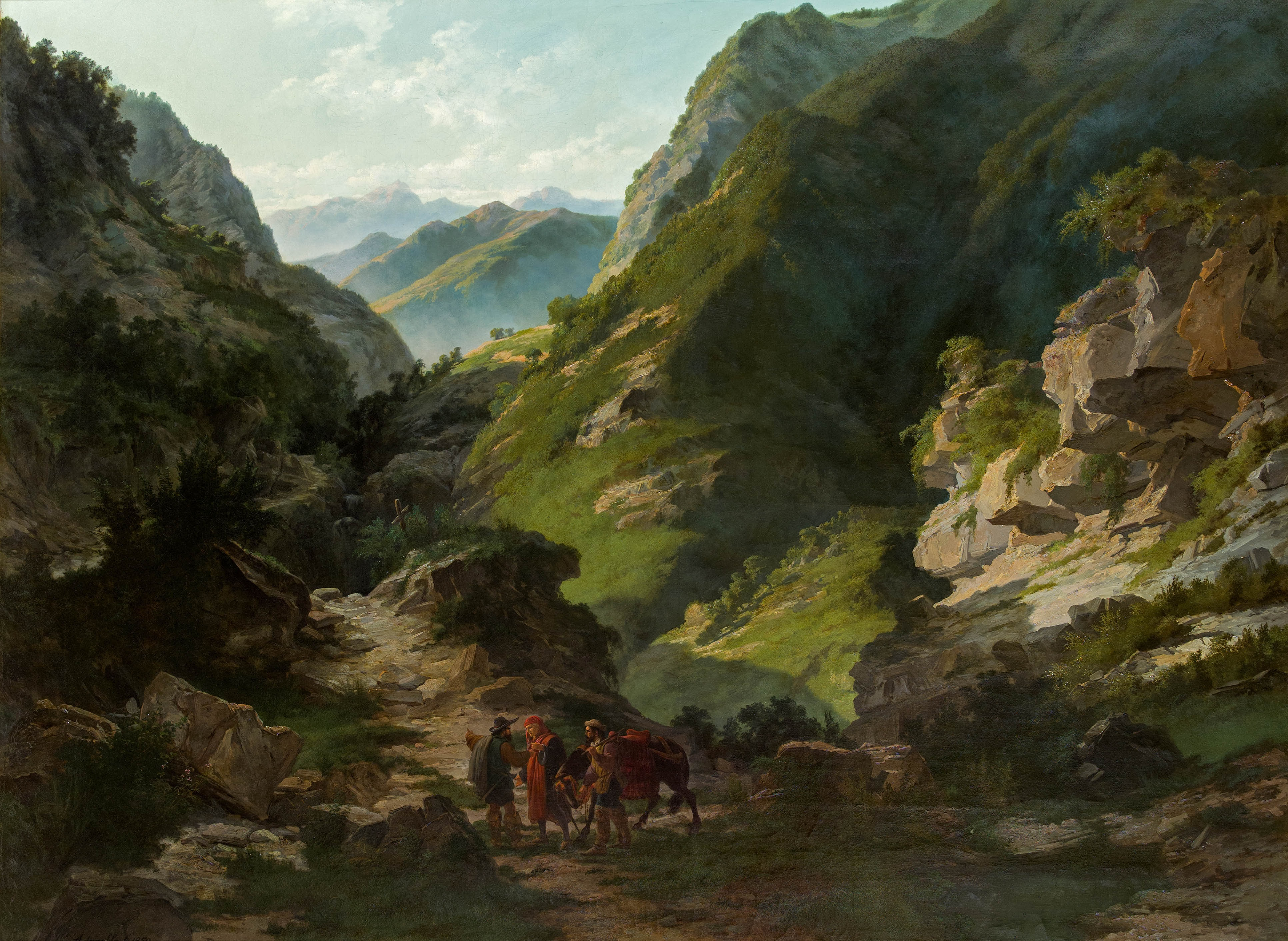
風景画　(1850)
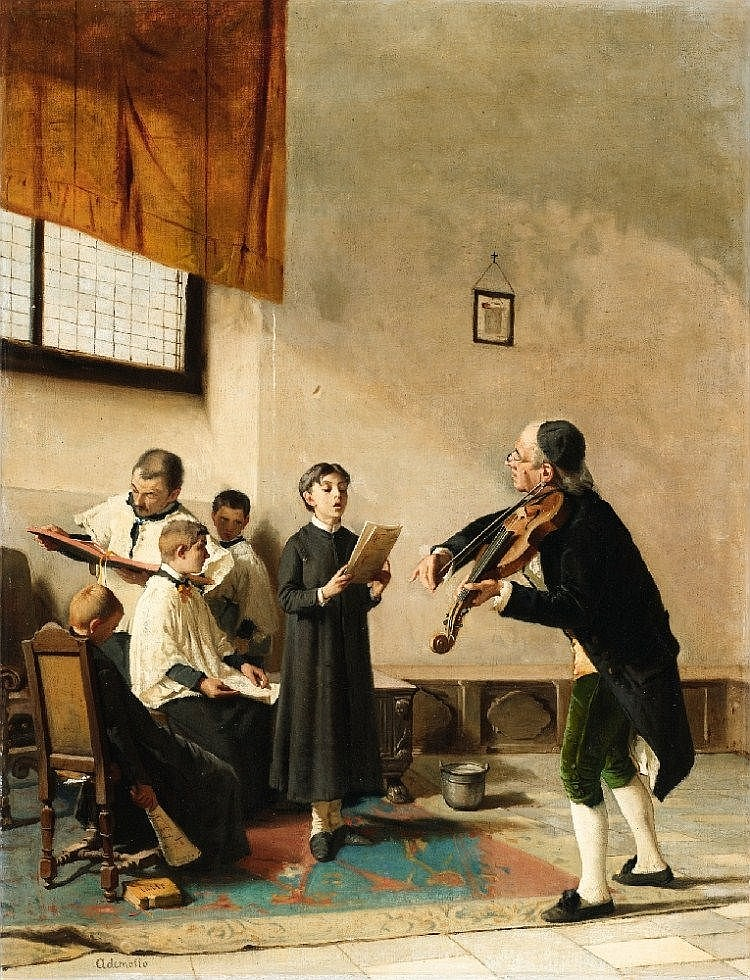
音楽の練習
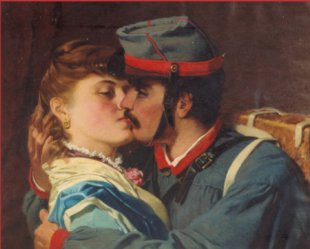

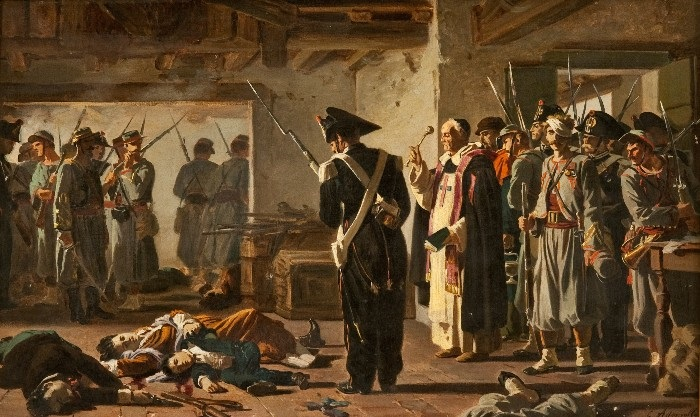
「タバニ・アルクアティ家の虐殺」
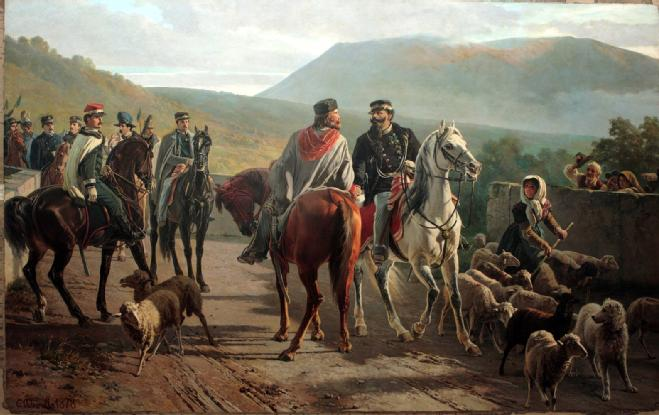
テアーノでの握手
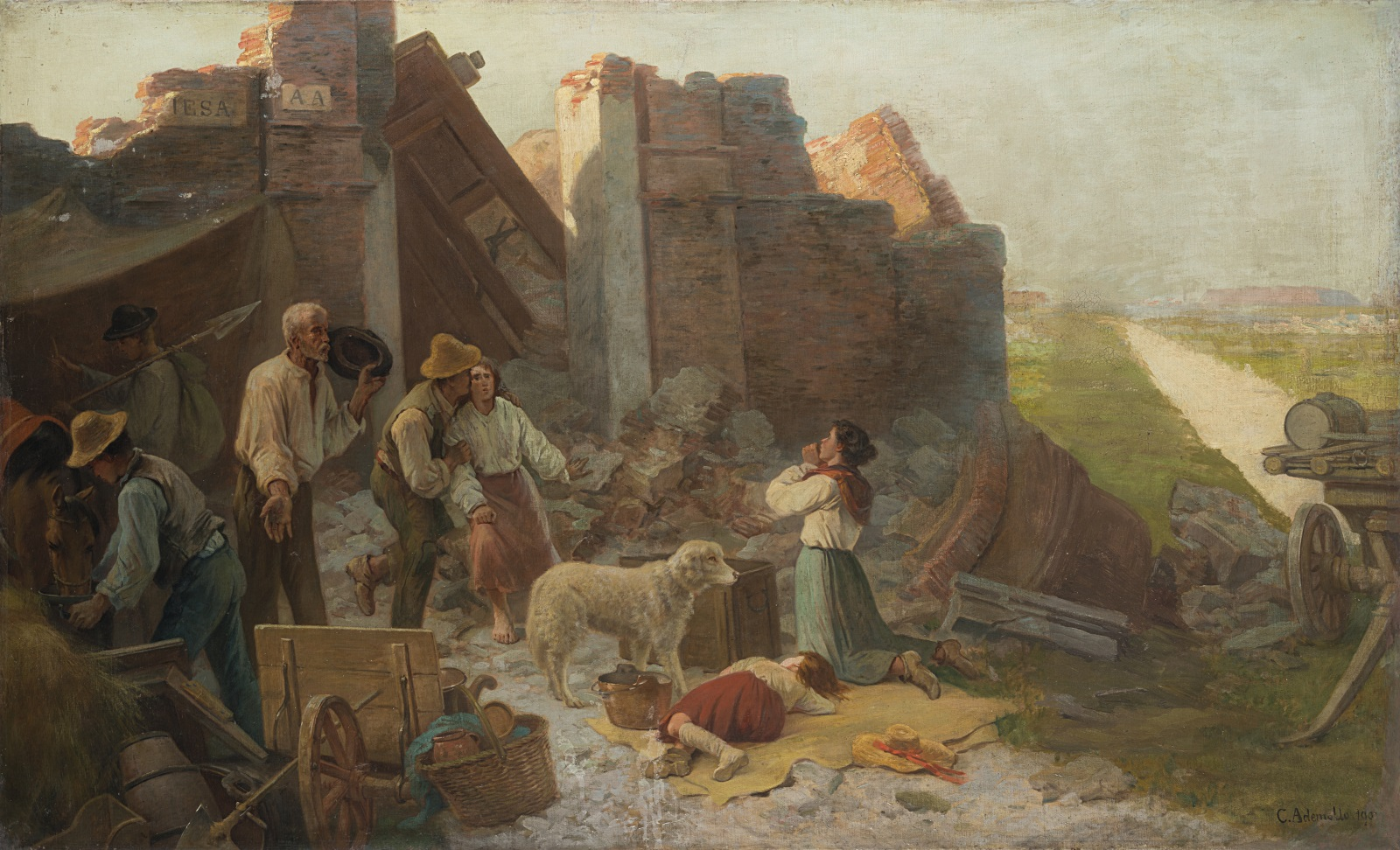
地震